# Bela Maria (escuna)
Bela Maria foi uma escuna operada pela Armada Imperial Brasileira. Foi construída em Gênova, Itália, e incorporada em 1827. Bela Maria foi a única embarcação a ostentar esse nome na Marinha do Brasil. Possuía 20,42 metros de comprimento, 5,79 metros de boca e 2,43 metros pontal. Estava armada com uma colubrina e quatro caronadas de calibre 12. Sob comando do então Segundo-Tenente Joaquim Marques Lisboa, futuro Almirante Tamandaré e Patrono da Marinha do Brasil, tomou parte nas ações da Guerra da Cisplatina, participando do Combate do Arregui, ocasião em que retomou o brigue-escuna Januária, de posse dos argentinos desde o início do ano de 1827. Sob o comando do Primeiro-Tenente Joaquim Manuel de Oliveira Figueiredo, participou dos combates contra os Cabanos, tomando parte nos encontros de 24 e 28 de fevereiro de 1834; 21 de fevereiro, 25 de março, 10, 11 e 29 de maio e 6 de novembro de 1835; 6 e 22 de fevereiro, 13 e 30 de maio, 22 de junho e 23 de agosto de 1836.